# Castillo de Almansa
El castillo de Almansa se encuentra en este municipio español de la provincia de Albacete, en la comunidad autónoma de Castilla-La Mancha.
Es  Bien de Interés Cultural con categoría de  Monumento.

## Historia
La construcción original pudo corresponder a los almohades, los cuales solían utilizar la técnica del tapial para sus edificaciones defensivas. Sin embargo, los restos de muros de tapial conservados en este castillo, interpretados tradicionalmente como procedentes de la época almohade, fueron levantados durante las primeras décadas del dominio cristiano, a finales del siglo XIII o principios del XIV, tal y como demostraron las diferentes analíticas realizadas en 2008 con motivo de su restauración.
En el siglo XIV Almansa y su fortaleza se incorporaron al señorío de Villena. Don Juan Manuel aprovechó la construcción precedente y mandó reconstruir sus murallas. Así lo indican algunos documentos publicados por Aurelio Pretel. En uno de ellos, de 1338, sobre el aprovechamiento de aguas de Alpera, se establecen varias penas que, en todo o en parte se habían de destinar para el castillo de Almansa. En 1346, cuando don Juan Manuel hace merced al concejo de Almansa de tierras de riego de su posesión y del agua que le correspondía, pide a cambio:

que me dedes [...] para ayudar a labrar el mio castillo de aquí de Almansa, tres mil maravedis [...] Et que [...] los dedes a Ruy Martinez mio criado y vuestro vezino que los tiene que recabdar para la dicha obra del dicho castillo...

Comparando ambos textos pudiera ser que el primero se refiera a fortificaciones existentes con anterioridad, y que después en 1346 se iniciarán sobre aquellas las obras de un nuevo castillo.
Juan Pacheco, II marqués de Villena, le dio la morfología actual al castillo de Almansa, entre 1449 y 1454.  Suyas fueron la construcción de la torre del homenaje, las torres semicirculares de las murallas y la barbacana defensiva. Su escudo heráldico aparece en las claves de las bóvedas de crucería sencilla y en las cuatro caras exteriores de su torre del homenaje, construida entre los años 1449 y 1454, horquilla temporal que pudiera extenderse a la totalidad de las obras de Don Juan Pacheco.
A partir del siglo XVI el castillo entró en un largo proceso de abandono y deterioro por desuso, al perder su funcionalidad como baluarte defensivo del municipio. Tal fue el deterioro y devaluación del monumento que en 1919 el Alcalde de Almansa denunció el estado ruinoso del castillo y solicitó permiso para su demolición.
Gracias a los informes realizados por la Real Academia de la Historia y la Real Academia de Bellas Artes de San Fernando, en contra de la petición del Ayuntamiento, el castillo de Almansa no sólo se salvó, sino que además, por Real Orden del 2 de febrero de 1921 fue declarado Monumento Histórico-Artístico Nacional.
Identificador del bien otorgado por el Ministerio de Cultura: RI-51-0000190.

## Restauraciones posteriores

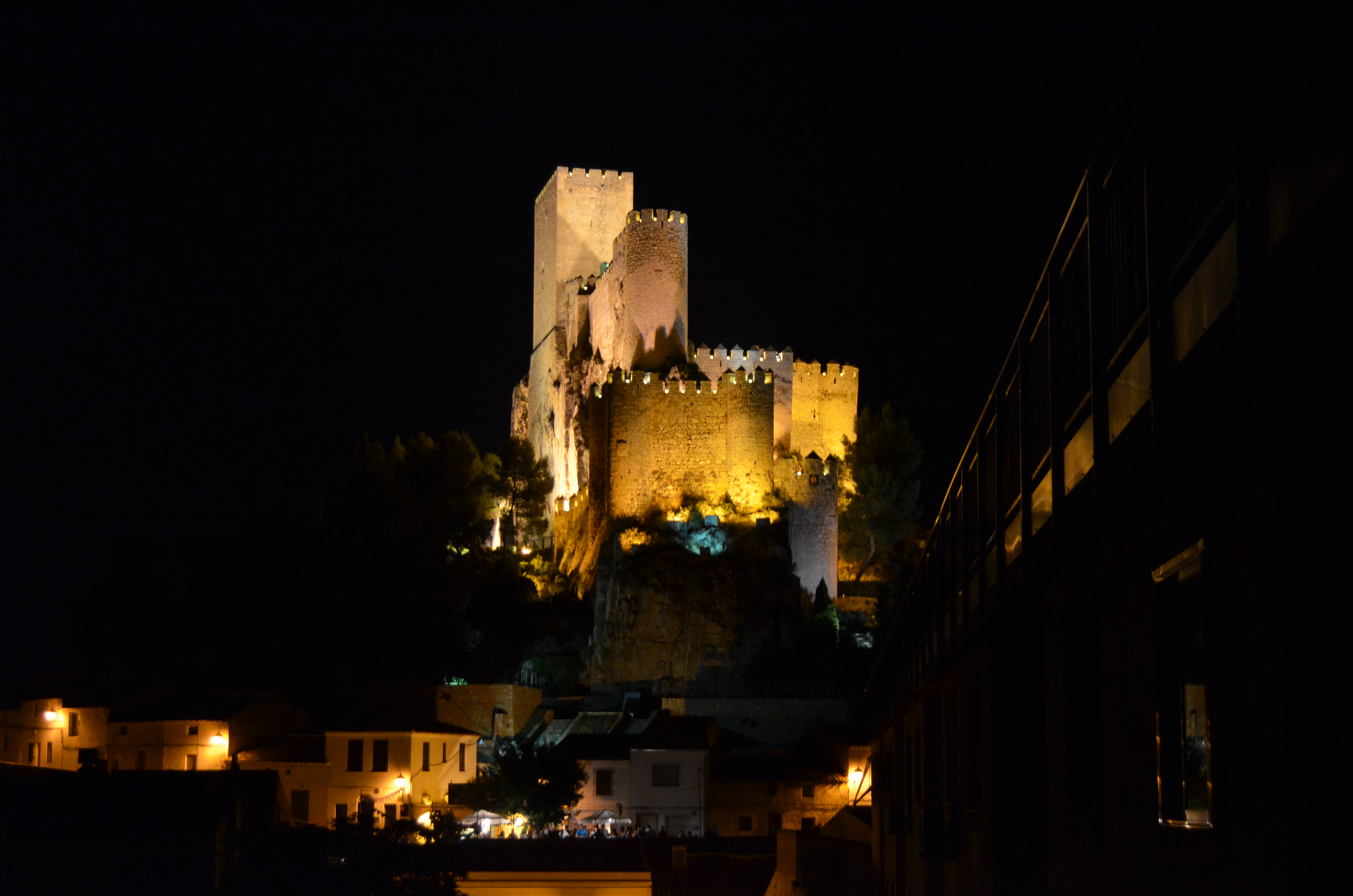
Vista nocturna

En 1952 el monumento entró en un proceso continuo de restauración, reconstrucción y revalorización como elemento histórico y turístico de Almansa, el cual sigue actualmente bajo las directrices marcadas por el «Plan Director del Castillo de Almansa» y el «Proyecto Cerro del Águila», los cuales se redactaron y se siguen para que las diversas obras de restauración no hagan perder al visitante del monumento, la visión del castillo como baluarte defensivo del municipio.
En el interior no reconstruido, sólo quedaron unos escasos restos que permiten conjeturar su primitiva configuración. Con esta serie de restauraciones continuas el castillo va asimilándose poco a poco a como pudo ser en época de «los Pacheco», y entre las actuaciones más importantes podemos destacar:
- Reconstrucción de las murallas, torreones y almenas desaparecidas.
- A mediados del siglo XX se descubrió una maravillosa escalera de caracol, hasta entonces desconocida, en perfecto estado de conservación, que sirve para subir desde la torre del homenaje hasta la parte más alta de la misma. Esta imponente torre escalera, con mampostería y sillería, posee una bóveda de crucería gótica. La escalera de caracol está tallada en la roca y posee diferentes elementos de cantería, y es una obra única dentro de las fortalezas militares de la época, perteneciente al estilo gótico.
- En 1990 se procedió a la reparación y estabilización de los agrietamientos, que consistió básicamente en el cosido de los estratos rocosos, mediante la colocación de anclajes y recalce de las murallas con inyecciones de cemento. Se colocaron diez vigas-contrafuertes para la recogida de las cabezas de los anclajes, que se pueden apreciar en el flanco oriental.
- En 1991 se instaló la iluminación nocturna, la cual ofrece unas vistas espectaculares del monumento.
- En 2008 se restauraron los muros de tapial de la fachada sur, cuando pudo demostrarse que su construcción no procedía de la época almohade y sí de las primeras décadas del dominio cristiano, ya a finales del siglo XIII o principios del XIV.
- Adecuación de los exteriores del castillo (limpieza, aterrazamientos y construcción de viales transitables que permiten accesos adecuados al monumento y su entorno, colocación de barandillas y otras protecciones...).
- Estudio de las pinturas existentes en sus muros interiores (julio-agosto de 2010), donde algunas datan del siglo XV (a falta de los resultados del estudio que nos confirmarían si existen pinturas aún más antiguas).
- Catas y excavaciones interiores para un mayor conocimiento de sus anteriores configuraciones y distribuciones, para una posible reconstrucción de la zona.

## Acceso

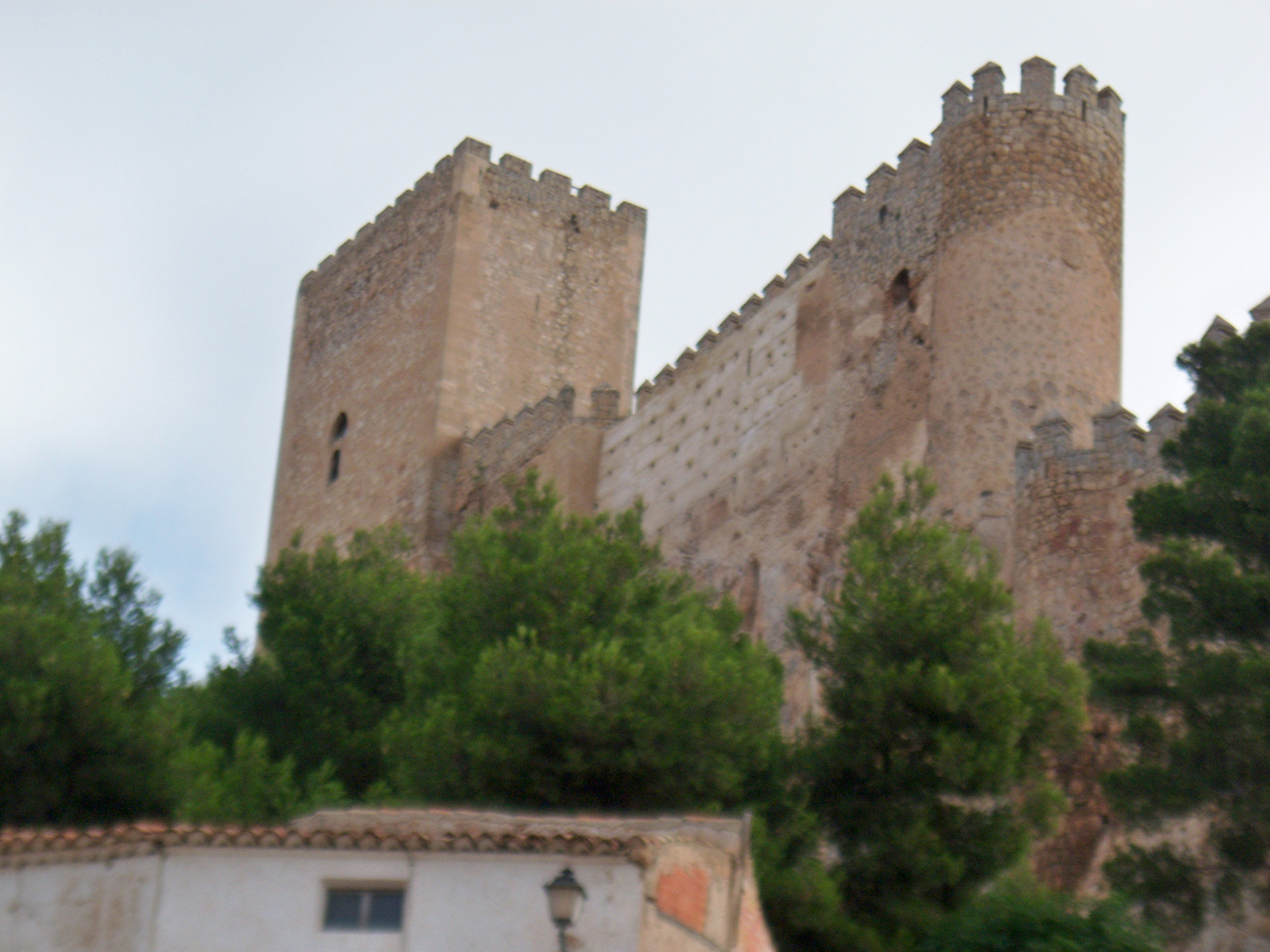
Tapial almohade (musulmán) del. Su color más blanco que el resto del monumento se debe a que fue restaurado en 2008

Al monumento se accede desde la plaza de Santa María, a través de unas amplias escalinatas. Al inicio de las mismas se encuentra la Oficina de Turismo del municipio.
Es precisamente en esta plaza, y sobre estas escalinatas donde se celebra la embajada mora nocturna, dentro de las Fiestas Mayores de Almansa, acto único en todas las fiestas de moros y cristianos celebradas en España. Las Fiestas Mayores fueron declaradas de Interés Turístico Internacional en 2019.

## Descripción

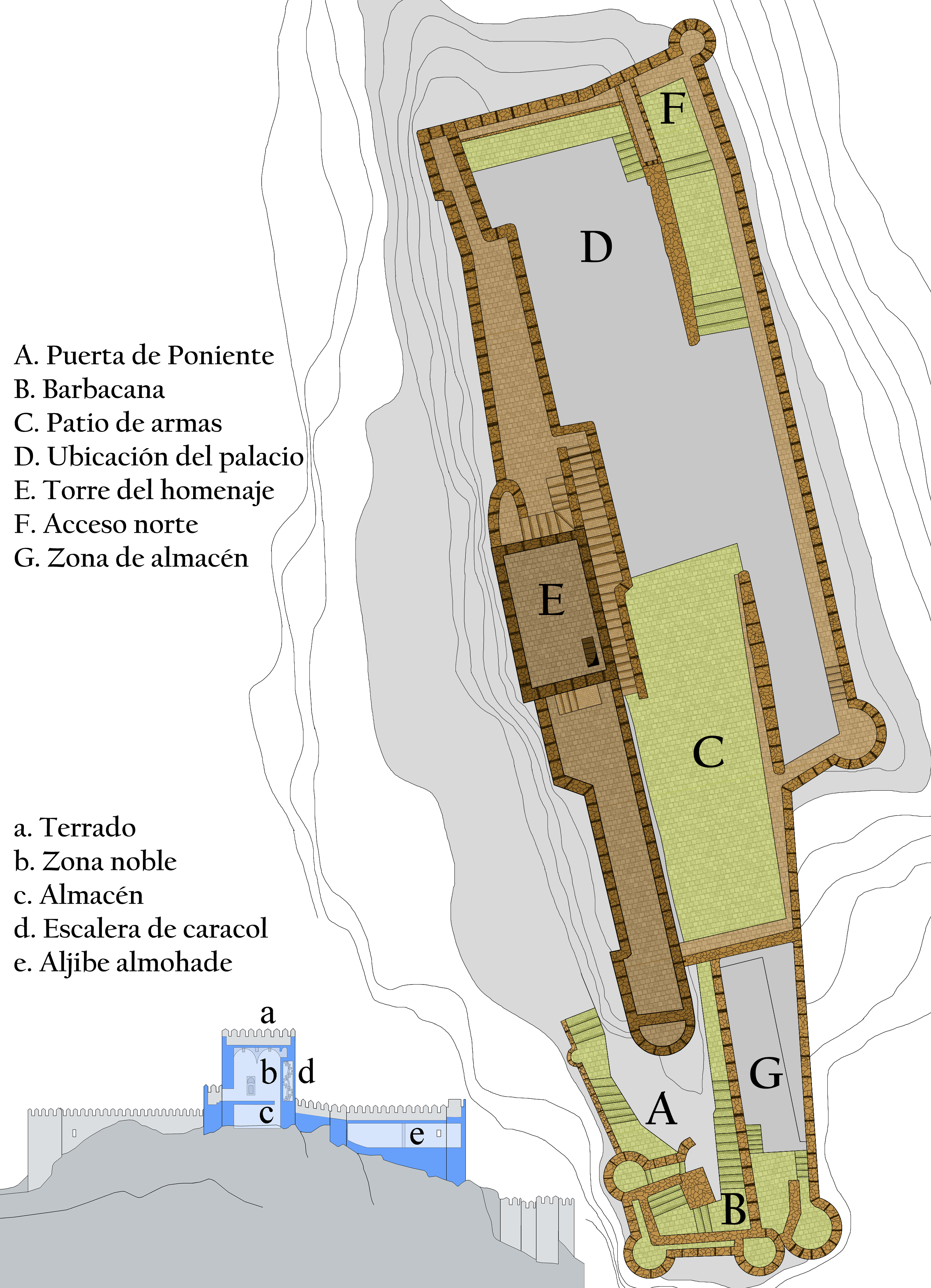
Plano y perfil del castillo indicando sus principales elementos

Construido sobre el elemento rocoso denominado cerro del Águila, se obtiene un acceso difícil, que ayudaba a su función de baluarte defensivo. Se divide en varios recintos a distintas alturas o niveles, que van desde la barbacana defensiva que es el más bajo, hasta la torre del homenaje que es el más alto.
Su recinto amurallado está adaptado a los desniveles del terreno, con torreones cilíndricos en las esquinas y almenas en todo su perímetro. El cerro del Águila tiene forma amesetada, alargada de norte a sur, y el castillo se adapta de forma asombrosa al terreno sobre el que se asienta. Se trata de una fortaleza de 100 metros de largo por 30 metros de ancho y 73 de alto . La muralla es de buena mampostería con torres semicirculares en los ángulos y barbacana para defender la entrada.
Existen varios accesos al castillo: por un lado tenemos la puerta del lado oeste, por la que se entraba a pie y a caballo a través de su imponente barbacana defensiva, es la que se utiliza actualmente. Por otro lado tenemos la puerta del lado este, por la que se accedía con carros y carruajes al patio de armas del castillo. Actualmente esta puerta es inaccesible desde el exterior, ya que la ladera por la que se accedía fue paulatinamente "desmontada" durante siglos al ser utilizada como cantera de rocas para la construcción de numerosas viviendas y edificios del municipio.
Desde la plaza de Santa María, accedemos al castillo por una amplia escalinata para llegar a una verja que es la que nos permite acceder al castillo o por lo menos a su recinto externo. Se trata de una zona ajardinada que no pertenece propiamente al castillo. Subiendo las escalinatas interiores del recinto, nos encontramos con la puerta oeste por la cual accedemos, cruzando el matacán, a la barbacana defensiva del castillo construida a modo de curva, lo que permitía una mejor defensa del acceso al castillo, al tener que maniobrar las tropas atacantes para poder entrar al interior además de que los defensores se posicionarían por encima de estos. 

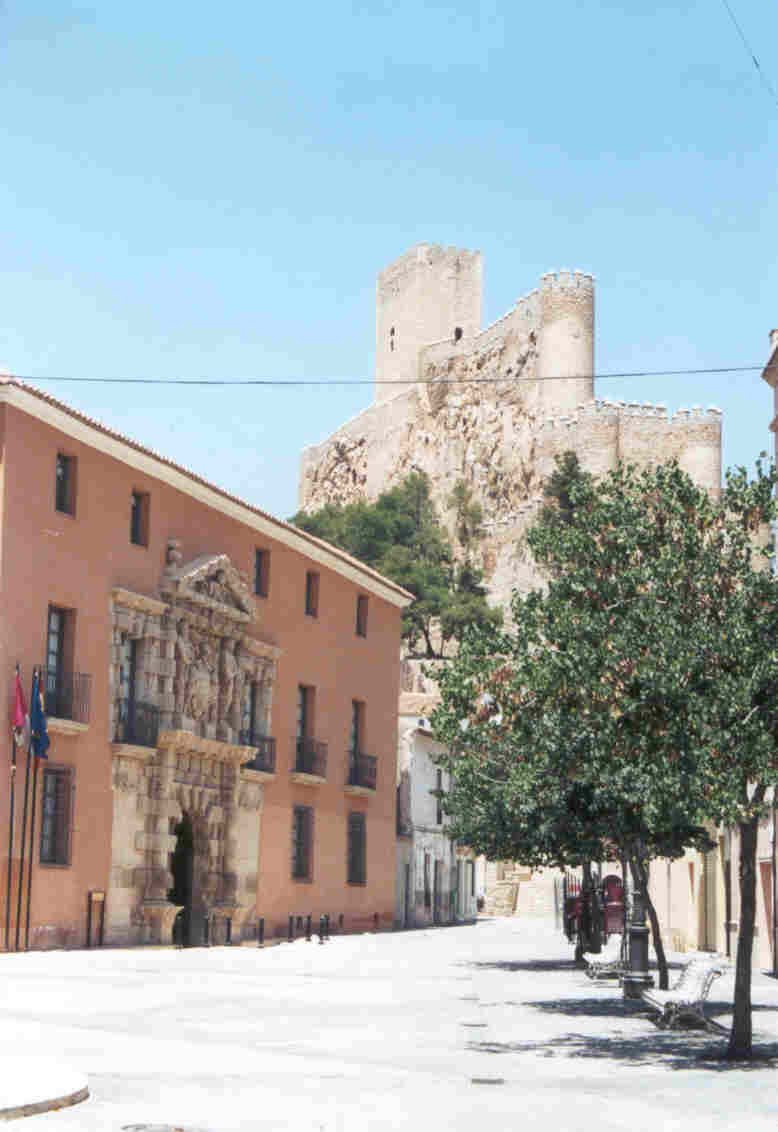
Castillo de Almansa y el palacio de los condes de Cirat, sede del ayuntamiento y con fachada de estilo manierista

Continuando nuestro recorrido y a través de una puerta abierta en el muro, entramos en el patio de armas, que en realidad era una zona reservada para los artesanos y los almacenes, aunque hoy día se le ha dado una función como si de un patio de armas se tratara. Desde este patio se accede a las distintas partes de la fortaleza, restos de la zona palaciega de la antigua fortaleza árabe, la puerta norte por donde subían los carros, las troneras para las armas de fuego y el acceso a las murallas que permitían la defensa.
Por una empinada escalera, se accede al tercer recinto, en el centro del cual encontramos la torre del homenaje, el elemento más característico del monumento. De planta rectangular, se trata de un torreón de planta cuadrada de mampostería y sillería. En la cara exterior de sus cuatro muros se hallan sendos escudos heráldicos de Don Juan Pacheco, II marqués de Villena. El estudio y lectura de la epigrafía existente en el escudo de la cara Norte ha permitido datar la fecha de construcción de la torre del homenaje entre 1449 y 1454, horquilla temporal que puede también extenderse al resto de las obras de Don Juan Pacheco.
La bóveda de la torre presenta una cubierta interior de crucería gótica con nervios de piedra y elementos de ladrillo, rematada igualmente con la heráldica de Don Juan Pacheco en sus dos claves. En el interior encontramos a ambos lados sendas ventanas abiertas una al patio de armas y enfrente la otra con unos bancos de piedra que se asoma al municipio.

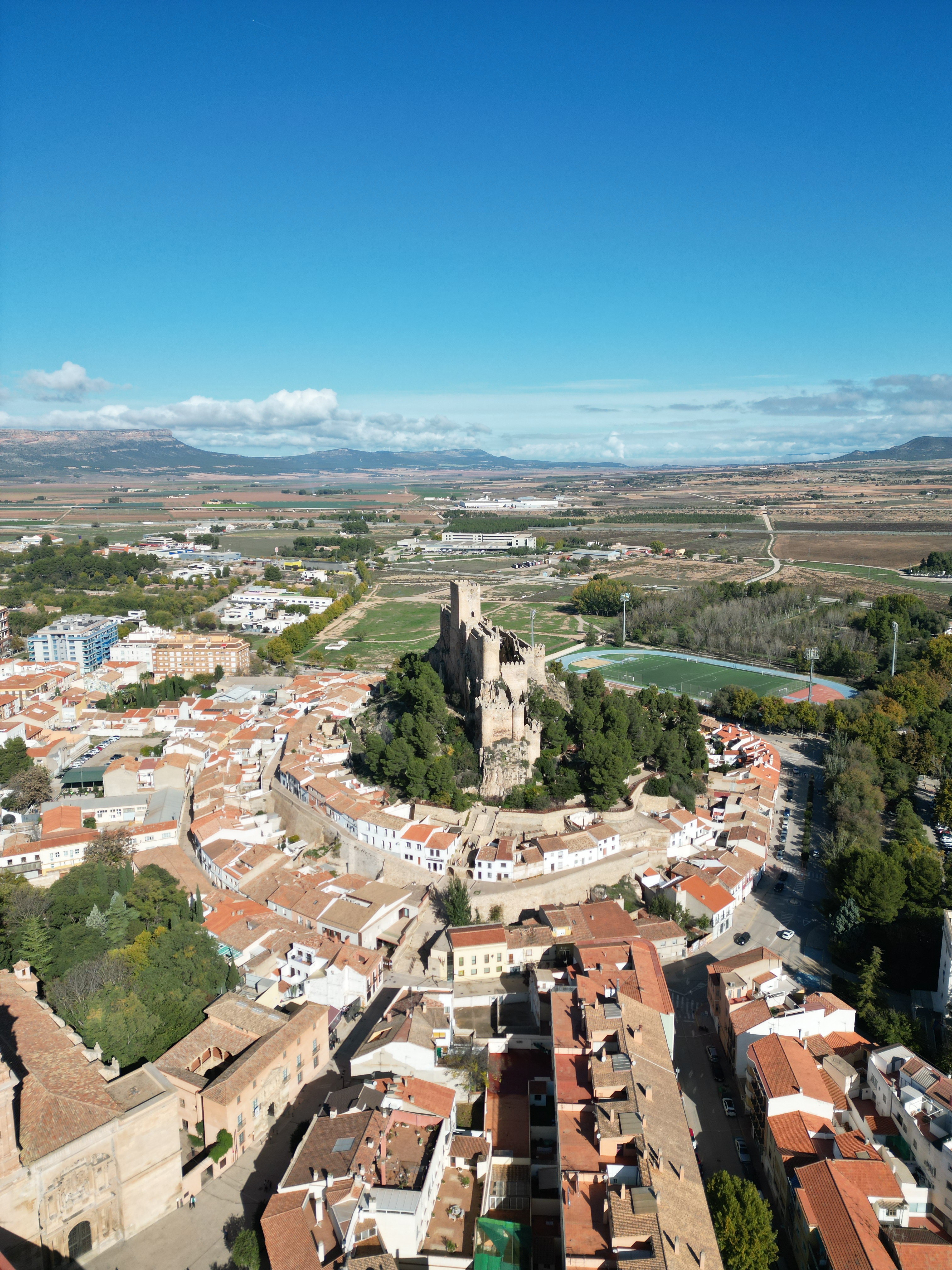
Almansa

En sus orígenes, en el interior de la torre, tal como nos indican los muros interiores de ésta, existía una planta intermedia más, quedando dividida la torre en 4 plantas:
- Sótano, al cual se accede por una trampilla en el suelo de la planta baja.
- Planta baja, donde están los accesos a la torre.
- Planta intermedia ya desaparecida.
- Terraza en la parte superior de la torre a la que se accede por una magnífica escalera de caracol tallada en la roca (gótica), con elementos de cantería, desde la planta baja. Dentro de la torre, además de su escalera de caracol, destacan sus bóvedas de crucería gótica.

La muralla se extiende a lo largo del cerro sobre el que se asienta adaptándose a la morfología del terreno sobre el que está construido. Su monótona estructura se rompe con las torres semicirculares de sus esquinas. Como el resto de la construcción, toda la estructura está rematada con almenas piramidales.

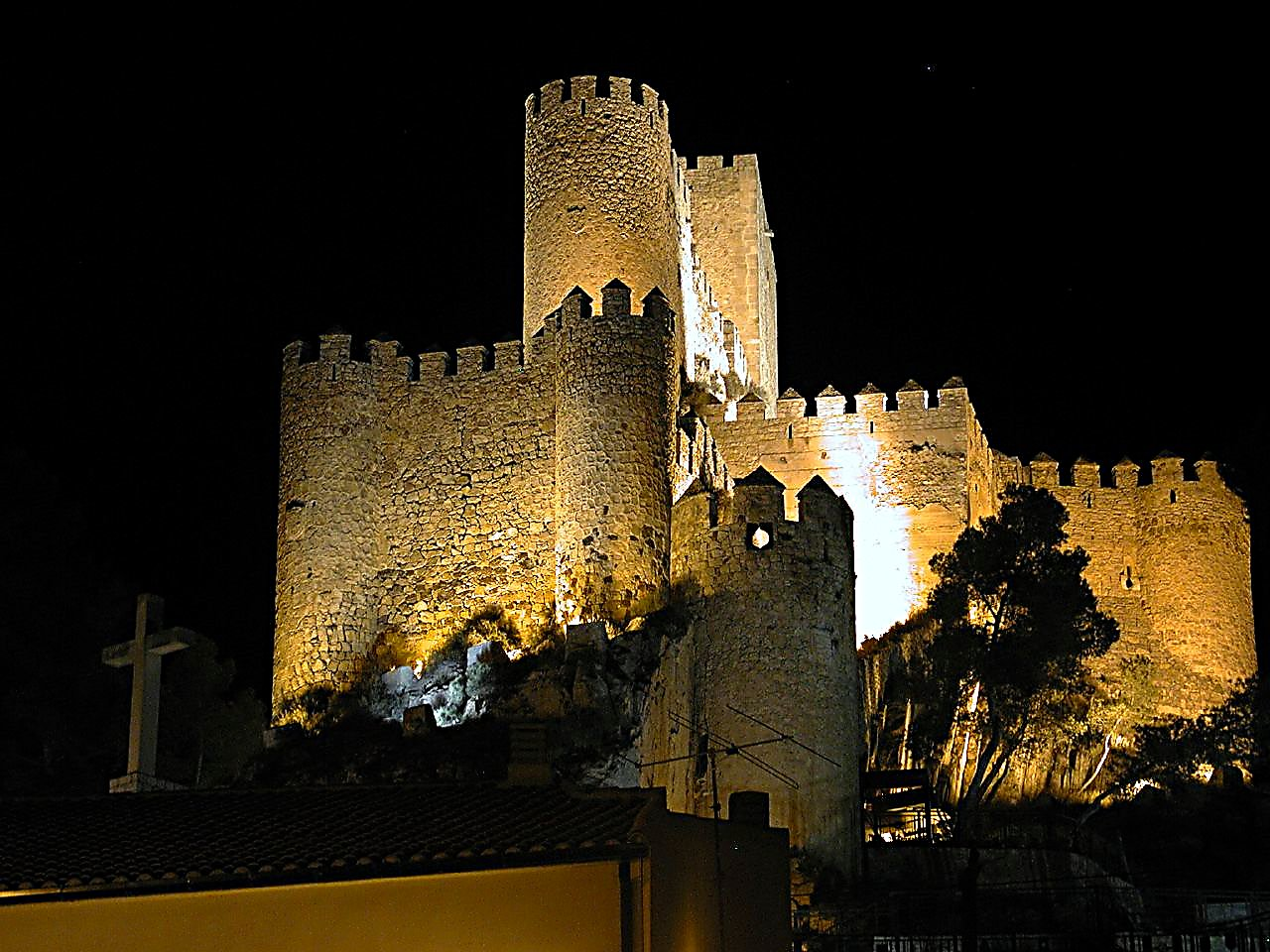
Vista nocturna parcial del castillo de Almansa

Además de los elementos mencionados, existen restos de elementos interiores desaparecidos tales como: 
- Dependencias o edificaciones interiores, situadas en el lado este del monumento, denominadas actualmente como «zona palaciega», a la que se accedía por el patio de armas, y del que se conservan algunos restos de sus muros, y una pequeña fracción de bóveda.
- Torre de acceso a la torre del homenaje. No se conservan restos físicos de esta torre, pero sí gráficos, ya que en uno de los cuadros conmemorativos de la batalla de Almansa, se aprecia esta torre situada en el actual patio de armas. Se piensa que, de existir dicha torre, el acceso a la torre del homenaje y a la zona más elevada del castillo, no se realizaba por las escaleras existentes en la actualidad en el patio de armas, sino a través de un puente levadizo que uniría la supuesta torre, con la del homenaje, convirtiendo a esta última casi en inexpugnable.

## Fiestas mayores
El acto más importante de las Fiestas Mayores de Almansa, fiestas declaradas de Interés Turístico Internacional en 2019 y el que más público atrae a éstas, la embajada mora nocturna, se realiza a los pies del emblemático castillo y muy cerca del mismo, acto único en todas las fiestas de moros y cristianos de España.